# Mari Rabie
Mari Rabie (Ciudad del Cabo, 10 de septiembre de 1986) es una deportista sudafricana que compitió en triatlón.
Ganó siete medallas en el Campeonato Africano de Triatlón entre los años 2005 y 2016. Además, obtuvo una medalla de bronce en el Campeonato Mundial de Xterra Triatlón de 2012.

## Palmarés internacional
| Campeonato Africano | Campeonato Africano       | Campeonato Africano | Campeonato Africano |
| Año                 | Lugar                     | Medalla             | Prueba              |
| ------------------- | ------------------------- | ------------------- | ------------------- |
| 2005                | KwaZulu-Natal (Sudáfrica) | Medalla de oro      | Individual          |
| 2007                | Le Coco Beach (Mauricio)  | Medalla de plata    | Individual          |
| 2008                | Hammamet (Túnez)          | Medalla de oro      | Individual          |
| 2010                | Durban (Sudáfrica)        | Medalla de plata    | Individual          |
| 2014                | Troutbeck (Zimbabue)      | Medalla de bronce   | Individual          |
| 2015                | Sharm el-Sheij (Egipto)   | Medalla de plata    | Individual          |
| 2016                | Buffalo City (Sudáfrica)  | Medalla de oro      | Individual          |

| Campeonato Mundial | Campeonato Mundial    | Campeonato Mundial | Campeonato Mundial |
| Año                | Lugar                 | Medalla            | Prueba             |
| ------------------ | --------------------- | ------------------ | ------------------ |
| 2012               | Maui (Estados Unidos) | Medalla de bronce  | Individual         |